# 12 Batalion Strzelców (APW)
12 Batalionu Strzelców (12 bs) – pododdział piechoty Armii Polskiej na Wschodzie.
Batalion został sformowany 25 października 1942 roku, w obozie Khánaqín, w Iraku, w składzie 3 Brygady Strzelców. Jednostka została zorganizowana na bazie 15 Pułku Piechoty "Wilków". 12 batalionem strzelców dowodził mjr Wiktor Stoczkowski. W marcu 1943 roku 12 bs został włączony w struktury 15 Batalionu "Wilków".

## Organizacja 12 bs
- dowództwo
- dowódca batalionu - mjr Wiktor Stoczkowski
- kompania dowodzenia
- 1 kompania strzelców
- 2 kompania strzelców
- 3 kompania strzelców
- 4 kompania strzelców